# Mussaendopsis malayana
Mussaendopsis malayana là một loài thực vật có hoa trong họ Thiến thảo. Loài này được T.Yamaz. mô tả khoa học đầu tiên năm 2001.